# Fairfield (Texas)
Fairfield és una ciutat a l'estat de Texas. Segons el cens del 2000 tenia 3.094 habitants.

## Demografia
Segons el cens del 2000, Fairfield tenia 3.094 habitants, 1.235 habitatges, i 791 famílies. La densitat de població era de 264,9 habitants per km².
Dels 1.235 habitatges en un 30,7% hi vivien nens de menys de 18 anys, en un 46,2% hi vivien parelles casades, en un 13,5% dones solteres, i en un 35,9% no eren unitats familiars. En el 32,7% dels habitatges hi vivien persones soles el 17,2% de les quals corresponia a persones de 65 anys o més que vivien soles. El nombre mitjà de persones vivint en cada habitatge era de 2,41 i el nombre mitjà de persones que vivien en cada família era de 3,06.
Per edats la població es repartia de la següent manera: un 26,3% tenia menys de 18 anys, un 8,8% entre 18 i 24, un 25,9% entre 25 i 44, un 20,5% de 45 a 60 i un 18,6% 65 anys o més.
L'edat mediana era de 37 anys. Per cada 100 dones de 18 o més anys hi havia 87,6 homes.
La renda mediana per habitatge era de 28.636 $ i la renda mediana per família de 40.871 $. Els homes tenien una renda mediana de 29.643 $ mentre que les dones 15.887 $. La renda per capita de la població era de 16.308 $. Aproximadament el 14,1% de les famílies i el 18,2% de la població estaven per davall del llindar de pobresa.

## Poblacions properes
El següent diagrama mostra les poblacions més properes.